# 天津市宝坻区第二中学
天津市宝坻区第二中学成立于1982年，初级中学，位于天津市宝坻区苏北路五号，中小学国防教育示范学校、天津市行为规范示范校、天津市体育后备人才学校。